# Erik Stenlund
Erik Stenlund, född 26 maj 1962 i Avesta, är en svensk före detta isracing- och speedwayförare. Stenlund var en av världens bästa isracingförare under 1980-talet och blev individuell världsmästare i isracing 1984 och 1988 samt lagvärldsmästare med Sverige 1985. Stenlund tävlade också i Elitserien i speedway sedan början av 1980-talet. Han blev svensk mästare individuellt i speedway 1985.
Erik Stenlund började att köra motocross i ungdomsklasserna för Funbo MK med en sjätteplats i JSM som bästa resultat. I december 1980 började han även att köra isracing. Resultaten kom omedelbart och bara några månader senare kvalade han in till sin första VM-final, där han blev elva med ett brutet nyckelben. År 1983 blev Stenlund VM-trea i isracing och började även köra speedway i elitserien för Getingarna. Han blev snabbt en av lagets och Sveriges bästa förare.
Stenlunds VM-seger i Moskva 1984 innebar att första gången i isracingens historia var det en idrottare utanför östblocket som blev världsmästare. Framgångarna fortsatte 1985 med VM-guldet för lag i isracing. I speedway lyckades Stenlund detta år bli svensk mästare i alla disciplinerna: Individuellt, par och lag.
Stenlund tog sitt andra individuella VM-guld i Eindhoven 1988. Från 1990 tävlade han för Rospiggarna i elitserien i speedway. Stenlund vann sin sista SM-titel i par-speedway 1999 tillsammans med Andreas Jonsson.
Efter den aktiva karriären har Stenlund varit förbundskapten i isracing och är expertkommentator i speedway på Sveriges television sedan år 2000.